# GABRA5
La subunidad Alfa5 del receptor tipo A del ácido gamma-aminobutírico

también conocido como GABRA5, es una proteína que en los seres humanos está codificada por el gen GABRA5.

## Función
El GABA es el principal neurotransmisor inhibidor que actúa en los receptores GABA-R del cerebro de los mamíferos, que son canales de cloruro activados por ligandos.
La conductancia de cloruro por estos canales puede ser modulada por agentes como las benzodiazepinas que se unen al receptor GABAA. 
Se han identificado al menos 16 subunidades distintas de receptores GABAA. Se han descrito variantes de transcripciones que utilizan tres primeros exones alternativos no codificantes diferentes.

## Ligandos selectivos de subunidades
Investigaciones recientes han producido varios ligandos moderadamente selectivos para los receptores GABAA que contienen la subunidad α5. Estos han demostrado ser útiles para investigar algunos de los efectos secundarios de los fármacos benzodiazepínicos y no benzodiazepínicos, en particular los efectos sobre el aprendizaje y la memoria, como la amnesia anterógrada. Los agonistas inversos de esta subunidad tienen efectos nootrópicos y pueden ser útiles para el tratamiento de trastornos cognitivos como la enfermedad de Alzheimer.

### Agonistas
- QH-ii-066
- SH-053-R-CH3-2′F

### Agonistas inversos
- Basmisanil (RG-1662, RO5186582): derivado de Ro4938581, modulador alostérico negativo en GABA A α 5, en ensayos en humanos para el tratamiento del déficit cognitivo en el síndrome de Down .[5]
- L-655,708
- MRK-016
- PWZ-029 : agonista inverso moderado[6]
- Piridazinas[7]
- Ro4938581[8]
- TB-21007[9][10]